# 邱煌禕
邱煌禕（2002年6月23日—），香港裔臺灣籃球員、饒舌歌手。畢業於世新大學廣播電影電視學系，曾為強恕高中籃球隊成員，參加過高中籃球聯賽；後加入世新大學籃球隊，曾參加2020至2022年大專籃球聯賽，2022年底加入台灣饒舌廠牌「Y.O MOB八歧大蛇」製作饒舌音樂，並在各地活動表演。

## 家庭
母亲為已故香港演員陈宝莲，父亲為母亲于臺北迪斯科邂逅的唱片技師，一位华裔美国人。養母為臺灣經紀人、电影制片人、导演邱瓈寬。

## 演出作品
- 2013年《瑪德2號》飾演 小小鐵

## 外部連結
- 邱煌禕的Instagram帳戶